# دشت كنار (أبشور)
دشت كنار (بالفارسية: دشت‌کنار) هي قرية تقع في إيران في ناحية فورغ. يقدر عدد سكانها بـ 21 نسمة .